# Intervalle (musique)
 (octobre 2015).
Pour les articles homonymes, voir Intervalle.
L'intervalle est la distance entre deux notes musicales. Il est dit « harmonique » si les deux notes sont simultanées, « mélodique » si elles sont entendues l'une après l'autre. En acoustique, il se définit comme le rapport de leurs fréquences.

## Histoire
Historiquement, l'étude des intervalles a commencé par l'étude de rapports entre des longueurs de cordes, notamment sur le monocorde. Boèce a attribué l'invention du monocorde à Pythagore, mais l’école pythagoricienne l'avait peut-être emprunté aux Égyptiens. Selon l'Isagoge de Gaudentios, Pythagore avait divisé la corde du monocorde en douze parties et établi les premiers intervalles par les fractions 6/12 = 1/2 (l'octave), 8/12 = 2/3 (la quinte) et 9/12 = 3/4 (la quarte). Pendant tout le Moyen Âge, la musique a été classée dans le quadrivium, comme science des rapports numériques.
Alors que les anciens n'envisageaient les intervalles que fondés sur les chiffres de 1 à 4 (la tetraktys pythagoricienne), Zarlino les décrit en 1558 (Le istitutioni harmoniche) à partir des chiffres de 1 à 6 (le senario), considérant qu'un cube a six faces, qu'il y a six planètes et que la création a duré six jours. De plus, 6 est le premier nombre qui est la somme de ceux dont il est un multiple (1x2x3 = 1+2+3 = 6). Les intervalles considérés sont superparticuliers, le numérateur plus élevé d'une unité que le dénominateur : l'octave, 2/1 ; la quinte, 3/2 ; la quarte, 4/3 ; la tierce majeure, 5/4 ; et la tierce mineure, 6/5.
À la fin du XVIe siècle ou au début du XVIIe, au moment de ce qu'on a appelé la « révolution scientifique », les rapports entre fréquences de vibration ont remplacé les rapports de longueur mesurés sur le monocorde.

### Intervalles purs
Un intervalle est dit « pur » lorsque la différence de fréquence des deux sons peut être exprimée par un rapport de nombres entiers simples.
| Nom            | Rapport de fréquence {\displaystyle a/b} | Nombre de demi-tons du tempérament égal {\displaystyle 12\log _{2}(a/b)} |
| -------------- | ---------------------------------------- | ------------------------------------------------------------------------ |
| Unisson        | 1⁄1                                      | +0                                                                       |
| Ton mineur     | 10⁄9                                     | +1,8                                                                     |
| Ton majeur     | 9⁄8                                      | +2,0                                                                     |
| Tierce mineure | 6⁄5                                      | +3,2                                                                     |
| Tierce majeure | 5⁄4                                      | +3,9                                                                     |
| Quarte         | 4⁄3                                      | +5,0                                                                     |
| Quinte         | 3⁄2                                      | +7,0                                                                     |
| Sixte mineure  | 8⁄5                                      | +8,1                                                                     |
| Sixte majeure  | 5⁄3                                      | +8,8                                                                     |
| Octave         | 2⁄1                                      | +12                                                                      |

### Calcul sur les intervalles
L'addition de deux intervalles s'obtient en multipliant leurs rapports de fréquences. Une quinte pure (3/2) plus une quarte pure (4/3) donne une octave pure (2/1) :
{\displaystyle {\frac {3}{2}}\times {\frac {4}{3}}=2}
La soustraction de deux intervalles s'obtient en divisant leurs rapports. Une octave pure moins une quinte pure donne une quarte pure (complément à l'octave de la quinte) :
{\displaystyle {\frac {2}{\frac {3}{2}}}={\frac {4}{3}}}

## Propriétés de l'intervalle mélodique
L'essence d'une mélodie (ou d'une harmonie) est déterminée par la nature des intervalles séparant les notes qui la constituent, et non pas par les notes elles-mêmes.
Un intervalle mélodique est dit :
- ascendant, si le deuxième son est plus aigu que le premier (par exemple, en musique occidentale : do puis sol dans la même octave),
- descendant, si le deuxième son est plus grave que le premier (sol puis do dans la même octave),
- conjoint, si ses notes sont deux degrés consécutifs de l'échelle considérée (do-ré ou sol-fa sont conjoints dans la même octave en gamme de do majeur),
- disjoint, s'il n'est pas conjoint (do-mi, ou do-do si les deux do sont séparés par une ou plusieurs octaves ; do et do# sont deux notes différentes).

Si l'intervalle est constitué du même son répété deux fois, c'est un unisson.

## Musique occidentale

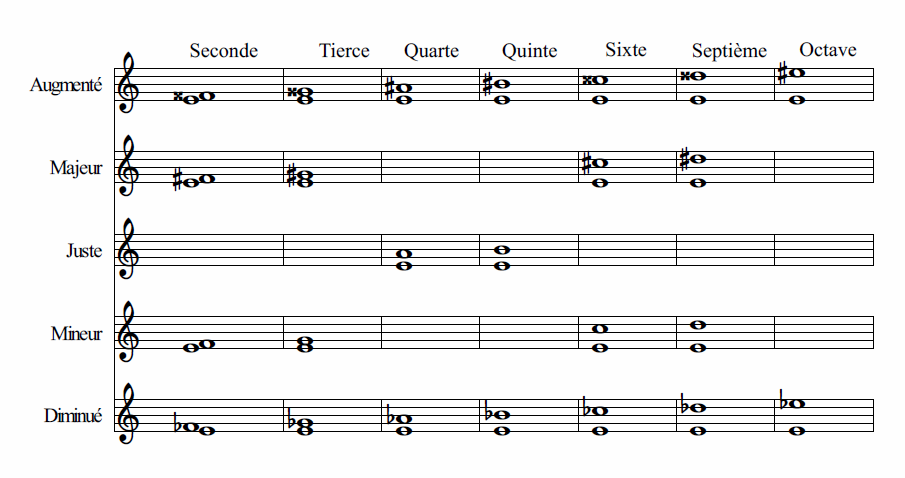
Intervalles de la musique occidentale (les intervalles suraugmentés et sous-diminués - très rares - ne figurent pas ici).

Dans les musiques tonale, modale ou atonale, la notion d'intervalle renvoie plus précisément à la distance entre deux degrés d'une gamme musicale. Dans la musique classique et donc dans le système tonal, les intervalles sont nommés et théorisés par le solfège, et la fonction des différents degrés dépend de l'intervalle qui les sépare de la tonique. Aux différents intervalles sont associés les notions de consonance ou de dissonance.

### Terminologie
Les degrés de l'échelle diatonique sont séparés par des espaces conjoints (ou intervalles) inégaux : les tons et les demi-tons diatoniques.
Les intervalles séparant deux degrés de l'échelle diatonique sont toujours nommés en utilisant un nom suivi d'un qualificatif (adjectif) :
- le nom est lié au nombre de degrés englobés ; ce nombre dépend de la gamme musicale utilisée ;
- le qualificatif dépend de l'étendue réelle de l'intervalle, compte tenu des tons et demi-tons : ainsi, une tierce est dite majeure lorsqu'elle englobe deux tons, mineure si elle n'englobe qu'un ton et un demi-ton diatonique.

#### Nom

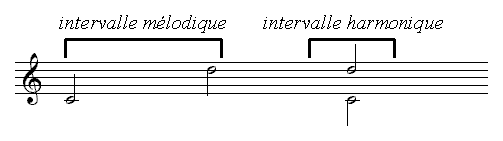
Neuvième do-ré.

Le nom de l'intervalle dépend de son étendue en degrés, c'est-à-dire du nombre de notes qui séparent la première note de la deuxième. Il dépend donc aussi de la tonalité choisie. L'intervalle s'appelle :
- une prime, lorsque l'on a un unisson
- une seconde, entre deux notes de noms successifs. exemple : do-ré, do-ré♯
- une tierce. entre trois notes de noms successifs, exemple : do-mi, do-mi♭ ou encore do♭-mi♯ car do, ré et mi se suivent
- une quarte, entre quatre notes de noms successifs, exemple : do-fa.

Le raisonnement est le même pour la quinte, la sixte, la septième, l'octave, etc. Au-delà de l'octave, le noms deviennent neuvième, dixième, onzième, etc. Ainsi, do-sol constitue une quinte car l'intervalle constitué de do, ré, mi, fa, sol est long de cinq degrés.
Jadis, le terme servant à désigner la longueur d'un intervalle servait également à désigner un degré par rapport à la tonique ou par rapport à une autre note de référence. Il est donc préférable d'indiquer la fonction des degrés, par exemple : « sol est la dominante de la gamme de do » ou « sol est le cinquième degré de la gamme de do » plutôt que « sol est la quinte de la gamme de do ». En revanche, il est correct de définir que « do-sol forme une quinte ». Cependant, en harmonie tonale, l'habitude est conservée de désigner les notes réelles d'un accord au moyen de l'intervalle qui sépare celles-ci de la basse, ou de la fondamentale, en fonction du contexte. Par exemple : « au premier renversement, la tierce (sous entendu : de la fondamentale) va à la basse ». Et inversement, « sur ce premier renversement, la sixte (sous entendu : de la basse, cette sixte est donc la fondamentale) est au soprano ».
Les notes extrêmes d'un intervalle à chiffre pair — seconde, quarte, etc. — ont des positions différentes sur la portée : une sur la ligne, l'autre dans l'interligne ; au contraire, les notes extrêmes d'un intervalle à chiffre impair — unisson, tierce, etc. — ont des positions identiques sur la portée : soit sur deux lignes, soit dans deux interlignes.

#### Qualificatif
Le nom d'un intervalle ne donne pas son étendue exacte. Par exemple, les deux tierces do-mi et do-mi♭, bien qu'englobant le même nombre de noms de notes (do-ré-mi : 3 notes), n'ont pas la même étendue tonale. La première est dite majeure (elle s'étend sur deux tons) ; l'autre est dite mineure (elle s'étend sur un ton et demi). Il existe cinq qualificatifs principaux : mineur, majeur, juste, diminué, et augmenté.
Plus rarement, on rencontre[style à revoir] les qualificatifs « sous-diminué » et « sur-augmenté ».
| prime quarte quinte octave | suraugmenté  | suraugmenté | seconde tierce sixte septième |
| prime quarte quinte octave | augmenté     |             | seconde tierce sixte septième |
| prime quarte quinte octave | juste        | majeur      | seconde tierce sixte septième |
| prime quarte quinte octave | juste        | mineur      | seconde tierce sixte septième |
| prime quarte quinte octave | diminué      |             | seconde tierce sixte septième |
| prime quarte quinte octave | sous-diminué |             | seconde tierce sixte septième |

Au sein de l'échelle diatonique naturelle, les intervalles se partagent en deux familles :
- ceux qui, ni augmentés ni diminués, n'ont qu'une étendue « moyenne », qualifiée de juste,
- ceux qui ont deux étendues « moyennes » possibles : ils peuvent être soit majeurs soit mineurs (l'étendue d'un intervalle majeur est plus grande d'un demi-ton chromatique que celle de l'intervalle mineur).

##### Intervalles justes
La quarte, la quinte et l'octave peuvent être qualifiées de justes :
- la quarte juste fait exactement 2 tons et 1 demi-ton,
- la quinte juste fait exactement 3 tons et 1 demi-ton,
- l'octave juste fait exactement 5 tons et 2 demi-tons.

##### Intervalles mineurs et majeurs
La seconde, la tierce, la sixte et la septième peuvent être qualifiées de mineure ou de majeure :
|          | mineure              | majeure             |
| -------- | -------------------- | ------------------- |
| seconde  | 1 demi-ton           | 1 ton               |
| tierce   | 1 ton + 1 demi-ton   | 1 ton + 1 ton       |
| sixte    | 3 tons + 2 demi-tons | 4 tons + 1 demi-ton |
| septième | 4 tons + 2 demi-tons | 5 tons + 1 demi-ton |

Par exemple, les intervalles do-ré et mi-fa sont tous deux des secondes, mais la première est majeure, car do et ré sont éloignés d'un ton, tandis que la deuxième est mineure, car mi et fa sont éloignés d'un demi-ton.
Si on classe les intervalles par ordre croissant d'étendue, l'intervalle mineur précédera l'intervalle majeur correspondant. Selon ce classement, il est possible de reconstituer tous les intervalles de l'échelle diatonique naturelle en partant de do en utilisant uniquement des intervalles majeurs ou justes (les autres sont équivalents à l'un d'eux par enharmonie).

##### Intervalles augmentés et diminués
Quelle que soit la nature de l'intervalle, il est toujours possible de le rallonger ou le raccourcir d'un ou plusieurs demi-tons par l'ajout ou le retrait d'une altération. On parle alors d'intervalle augmenté et diminué si un demi-ton chromatique est ajouté ou soustrait, et d'intervalle sur-augmenté ou sous-diminué si sa longueur est modifiée de deux demi-tons chromatiques.
Par exemple, do-sol#, est une quinte augmentée car la distance de do à sol est égale à cinq degrés, et qu'un demi-ton a été ajouté à l'intervalle. Cet exemple permet de voir que la quinte augmentée a un nom différent mais la même sonorité (dans un système à tempérament égal) que la sixte mineure (ici do-la♭) ; cependant, ces intervalles sont différents en musique tonale ou modale, car bien que leurs sons soient identiques, leurs fonctions ne le sont pas. Cela influe sur le sens donné au discours, et peut également influencer l'interprétation musicale.

### Renversement
Un intervalle simple (d'étendue inférieure à l'octave) peut être renversé par inversion de ses notes. Le renversement d'un intervalle est aussi appelé intervalle complémentaire, ou intervalle différentiel. Un intervalle ajouté à son renversement donne une octave juste. Par exemple, la quinte juste do-sol a pour renversement la quarte juste sol-do ; l'étendue de ces deux intervalles donne l'octave do-do ou sol-sol.
Un intervalle mineur renversé donne un intervalle majeur, et inversement. De même pour les altérations : un intervalle augmenté a pour renversement un intervalle diminué. Par exemple, la tierce majeure fa-la a pour renversement la sixte mineure la-fa :
Quant à un intervalle juste, son renversement est également un intervalle juste.

#### Formule de renversement
La formule suivante permet de trouver le renversement d'un intervalle donné :
9 – étendue initiale = étendue du renversement.
Par exemple, une septième renversée donne une seconde (9 – 7 = 2).

### Détail des intervalles
| Intervalle              | Seconde note par rapport à do         | Renversement     | Commentaire          | Nombre de demi-tons |
| ----------------------- | ------------------------------------- | ---------------- | -------------------- | ------------------- |
| Prime juste à l'unisson | do                                    | octave           |                      | 0                   |
| Seconde diminuée        | ré {\displaystyle \flat \flat }       |                  |                      | 0                   |
| Unisson augmenté        | do {\displaystyle \sharp }            |                  | demi-ton chromatique | 1                   |
| Seconde mineure         | ré {\displaystyle \flat }             | septième majeure | demi-ton diatonique  | 1                   |
| Tierce sous-diminuée    | mi {\displaystyle \flat \flat \flat } |                  |                      | 1                   |
| Prime suraugmentée      | do                                    |                  |                      | 2                   |
| Seconde majeure         | ré                                    | septième mineure | ton                  | 2                   |
| Tierce diminuée         | mi {\displaystyle \flat \flat }       |                  |                      | 2                   |
| Seconde augmentée       | ré {\displaystyle \sharp }            |                  |                      | 3                   |
| Tierce mineure          | mi {\displaystyle \flat }             | sixte majeure    |                      | 3                   |
| Quarte sous-diminuée    | fa {\displaystyle \flat \flat }       |                  |                      | 3                   |
| Seconde suraugmentée    | ré                                    |                  |                      | 4                   |
| Tierce majeure          | mi                                    | sixte mineure    |                      | 4                   |
| Quarte diminuée         | fa {\displaystyle \flat }             |                  |                      | 4                   |
| Tierce augmentée        | mi {\displaystyle \sharp }            |                  |                      | 5                   |
| Quarte juste            | fa                                    | quinte juste     |                      | 5                   |
| Quinte sous-diminuée    | sol {\displaystyle \flat \flat }      |                  |                      | 5                   |
| Tierce suraugmentée     | mi                                    |                  |                      | 6                   |
| Quarte augmentée        | fa {\displaystyle \sharp }            | quinte diminuée  | triton               | 6                   |
| Quinte diminuée         | sol {\displaystyle \flat }            | quarte augmentée | triton               | 6                   |
| Sixte sous-diminuée     | la {\displaystyle \flat \flat \flat } |                  |                      | 6                   |
| Quarte suraugmentée     | fa                                    |                  |                      | 7                   |
| Quinte juste            | sol                                   | quarte juste     |                      | 7                   |
| Sixte diminuée          | la {\displaystyle \flat \flat }       |                  |                      | 7                   |
| Quinte augmentée        | sol {\displaystyle \sharp }           |                  |                      | 8                   |
| Sixte mineure           | la {\displaystyle \flat }             | tierce majeure   |                      | 8                   |
| Septième sous-diminuée  | si {\displaystyle \flat \flat \flat } |                  |                      | 8                   |
| Quinte suraugmentée     | sol                                   |                  |                      | 9                   |
| Sixte majeure           | la                                    | tierce mineure   |                      | 9                   |
| Septième diminuée       | si {\displaystyle \flat \flat }       |                  |                      | 9                   |
| Sixte augmentée         | la {\displaystyle \sharp }            |                  |                      | 10                  |
| Septième mineure        | si {\displaystyle \flat }             | seconde majeure  |                      | 10                  |
| Octave sous-diminuée    | do {\displaystyle \flat \flat }       |                  |                      | 10                  |
| Sixte suraugmentée      | la                                    |                  |                      | 11                  |
| Septième majeure        | si                                    | seconde mineure  |                      | 11                  |
| Octave diminuée         | do {\displaystyle \flat }             |                  |                      | 11                  |
| Septième augmentée      | si {\displaystyle \sharp }            |                  |                      | 12                  |
| Octave juste            | do                                    | unisson          |                      | 12                  |
| Septième suraugmentée   | si                                    |                  |                      | 13                  |
| Octave augmentée        | do {\displaystyle \sharp }            |                  |                      | 13                  |
| Octave suraugmentée     | do                                    |                  |                      | 14                  |

### Redoublement
La théorie du redoublement de l'intervalle repose sur le principe de l'identité des octaves. On définit :
- l'intervalle simple : de longueur inférieure ou égale à l'octave ;
- l'intervalle redoublé : de longueur supérieure ou égale à l'octave, c'est un intervalle formé d'une ou plusieurs octaves justes, plus un intervalle simple.

L'octave juste est le seul intervalle pouvant être analysé à la fois comme un intervalle simple et comme un intervalle redoublé (le redoublement de l'unisson juste). L'octave diminuée est un intervalle simple, tandis que l'octave augmentée est un intervalle redoublé. Deux octaves forment une quinzième.
En harmonie classique, les intervalles ont la signification de leur réduction à l'intervalle simple (par exemple seconde pour la neuvième). En jazz, les intervalles conservent leur sens propre dans la constitution des accords jusqu'à la treizième.

#### Formule de redoublement
Étendue de l'intervalle réduit + (7 × nombre d'octaves) = intervalle à l'octave.
Ainsi, une seconde devient une neuvième à l'octave : 2 + (7 × 1) = 9.
Cette même seconde devient une seizième à deux octaves : 2 + (7 × 2) = 16.
Ce qui correspond bien à l'octave d'une neuvième : 9 + (7 × 1) = 16.
Le qualificatif d'un intervalle redoublé est le même que celui de l'intervalle simple correspondant : par exemple, la dixième do-mi est majeure parce qu'elle est le redoublement de la tierce do-mi, qui est également majeure. Il suffit donc d'étudier les qualificatifs des seuls intervalles simples pour comprendre les qualificatifs de tous les intervalles.

### Transposition
La transposition d'un intervalle est le déplacement de celui-ci en hauteur — au moyen des altérations sans modification de son étendue exacte.
Si un demi-ton chromatique est ajouté, ou bien retranché, aux deux notes extrêmes d'un intervalle donné, le nom et le qualificatif de cet intervalle ne changent pas, en d'autres termes, les intervalles sont équivalents.
Par exemple, do-mi est une tierce majeure, mais do{\displaystyle \sharp }-mi{\displaystyle \sharp }, ou encore, do{\displaystyle \flat }-mi{\displaystyle \flat }, sont aussi des tierces majeures ; fa-si{\displaystyle \flat } est une quarte juste, mais fa{\displaystyle \flat }-si{\displaystyle \flat \flat }, ou encore, fa{\displaystyle \sharp }-si, sont aussi des quartes justes ;, etc.

### Identification
Les intervalles peuvent être identifiés à l'audition, par la perception acoustique de leur rapport de fréquences. Certaines ambiguïtés peuvent alors exister car une même différence de hauteurs peut être exprimée sous forme d'intervalles de noms différents suivant le contexte dans lequel elle se situe (voir : enharmonie).
Chaque intervalle peut en revanche être identifié de façon non ambigüe à la lecture de sa notation sur une partition. Le musicien peut alors associer sonorités, fonction, et formalisme.
Dans le solfège, trois intervalles simples peuvent servir de référence pour apprécier l'étendue de tous les autres :
- la seconde majeure, qui englobe un ton (exemple : do-ré),
- la tierce majeure, qui englobe deux tons (exemple : do-mi),
- la quarte juste, qui englobe deux tons et un demi-ton diatonique (exemple : do-fa).

Grâce aux altérations qui augmentent ou diminuent un intervalle d'un demi-ton chromatique, et aux règles de renversement et de redoublement, il suffit, pour trouver le qualificatif d'un intervalle donné, de retenir les points suivants :
- Toutes les secondes sans altérations sont majeures — un ton —, sauf mi-fa et si-do, qui sont mineures — un demi-ton diatonique.
- Toutes les tierces sans altérations sont mineures — un ton et un demi-ton diatonique — sauf do-mi, fa-la et sol-si, qui sont majeures — deux tons.
- Toutes les quartes sans altérations sont justes — deux tons et un demi-ton diatonique — sauf fa-si qui est augmentée — trois tons (le triton).

## Musique traditionnelle

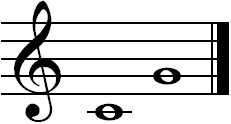
Intervalle de quinte.

La musique traditionnelle (arabe, chinoise, indienne, turque, etc.) y compris en Europe (notamment dans les Balkans) utilisent parfois des micro-intervalles, comme des quarts de ton, ou des intervalles composites (par exemple, trois-quarts de tons), voire des divisions en deçà du quart de ton.
Les musiciens occidentaux ont inventé des unités de mesure (tels que le cent et le savart) qui permettent de décrire ces micro-intervalles qui n'appartiennent pas traditionnellement à la musique classique occidentale (mais qui étaient reconnus au travers des commas).

### Musique arabe
La musique arabe étant basée sur une gamme naturelle et non tempérée, elle repose sur un système d'intervalles différents des intervalles décrits au-dessus. Un intervalle de trois quarts de ton — dit « seconde neutre » — différencie de manière caractéristique les genres dits « zalzaliens » des genres diatoniques (à intervalles de secondes mineures et majeures) et des genres à seconde augmentée (type hijaz). On le trouve dans de nombreux Maqâms de la musique arabe (râst en particulier), dans la musique turque (musique classique ottomane - Türk sanat müziği), ouzbèke, ouïghoure, certaines formes de Musique kazakhe et kirghize, certaines musiques afghanes ou iranienne, etc., ou encore les musiques des Balkans (grecque, yougoslave et bulgare…).

### Musique indienne
Les śruti utilisent un système musical qui divise l’octave en vingt-deux parties : ce système est difficile à percevoir pour une oreille habituée aux échelles occidentales. Inversement, la quinte, qui dans le solfège occidental est l'intervalle exprimant très précisément la distance entre cinq degrés — en référence à la gamme diatonique —, ne peut avoir la même valeur et jouer un rôle comparable dans une échelle musicale divisant l'octave en 22 degrés